# ギニアビサウの都市の一覧

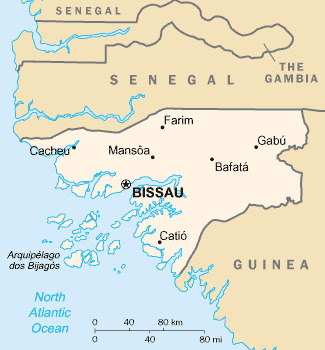
ギニアビサウの地図

ギニアビサウの都市。
首都はビサウ。

## 人口1万人以上の都市(2010年)
| 順位 | 都市     | ポルトガル語 | 人口    | 州           | 地方   |
| ---- | -------- | ------------ | ------- | ------------ | ------ |
| 1    | ビサウ   | Bissau       | 395,954 | ビサウ自治区 |        |
| 2    | ガブ     | Gabú         | 37,525  | ガブ州       | 東地方 |
| 3    | バファタ | Bafatá       | 34,760  | バファタ州   | 東地方 |
| 4    | ビソラン | Bissorã      | 11,964  | オイオ州     | 北地方 |
| 5    | ボラマ   | Bolama       | 10,014  | ボラマ州     | 南地方 |

## その他の都市
- ウノ
- エンパーダ
- カシーネ
- カシェウ
- カチオ
- ガマムード
- カラヴェラ
- ガロマーロ
- カンシュンゴ
- キニャーメウ
- ケボ
- コントゥボエル
- サフィン
- サン・ドミンゴス
- シトーレ
- ニャクラ
- バンバディンカ
- ビジェネ
- ピラーダ
- ファリン
- ブバ
- ブバケ
- プラービス
- フラクンダ
- ベダンダ
- ボエ：独立宣言が成された。初代首都。
- マンサバ
- マンソア